# Nécropole d'Ormes-Simandre
La nécropole d'Ormes-Simandre est une nécropole situé sur les communes d'Ormes et de Simandre dans le département de Saône-et-Loire en région Bourgogne-Franche-Comté.

## Historique
Datant de la fin de l'âge du Bronze. cette nécropole regroupe 24 tumuli disposés en deux lignes parallèles, proche du lit de la Saône. Le tumulus n°11 a été fouillé en 1912.
Elle fait l'objet d'une inscription au titre des monuments historiques depuis le 24 avril 2007 et d'un classement depuis le 16 mai 2014,.